# Ібен Акерлі
Ібен Марі Акерлі (норв. Iben Marie Akerlie; нар. 5 травня 1988) — норвезька акторка та письменниця з Осло. Одна з найвідоміших її кінематографічних робіт — головна роль у стрічці «Victoria». Як письменниця дебютувала 2016 року з підлітковою книжкою «Ларс.LOL».

## Життєпис
Закінчила Університет Осло, де навчалася протягом 2008—2011 років. Знялася в кількох фільмах і телевізійних проектах. Дебютувала в короткометражній стрічці Bulle bare bor her. Згодом була роль Венді у фільмі «Тріщина» (Glasskår) 2002 року. 2013 року зіграла головну роль у фільмі «Вікторія», знятому за однойменним романом Кнута Гамсуна.

## Переклади українською
- «Ларс.LOL». — Л.: Видавництво Старого Лева, 2019. — 200 с. Переклала Наталя Іліщук